# Oppfinnar-Jocke
Joakim "Oppfinnar-Jocke" Johansson (engelska: Gyro Gearloose) är en seriefigur i Kalle Ankas universum som är skapad av Carl Barks 1952. En särskild omständighet som låg bakom att Jocke blev huvudperson i egna serier var villkoren för amerikansk tidningsdistribution under 1950-talet, som var billigare om en serietidning innehöll minst två olika serier, med olika persongallerier.
Han lever i ett laboratoriehus i Ankeborg tillsammans med sin lilla robot Medhjälparen. Han är uppfinnare och utvecklar nya produkter i form av olika maskiner och kemiska preparat som har enastående egenskaper. Kalle Anka och hans farbror Joakim von Anka lånar ofta Jockes prototyper till olika uppfinningar, men rusar iväg från Jocke innan han hunnit berätta om deras förödande svagheter. Svagheterna leder då ofta till att, i fall där Joakim tänkt sälja produkten, produkten efter ett tag ändras på något sätt till köparna av uppfinningens förargelse och att Joakim blir tvungen att ersätta alla köparna med pengar. I den sortens serier kan det sluta med att Jocke flyr från Joakim som vill straffa honom för uppfinningens svagheter.
Jocke är inte så ekonomiskt lagd så om han någon gång lyckas sälja någon av sina uppfinningar är det ofta till ett otroligt underpris. Detta är något Medhjälparen vill ändra på, och ibland även gör.
Stål-Kalles flesta, eller alla, vapen är uppfunna av Jocke. Dock vet inte ens Jocke vilken identitet Stål-Kalle har, förutom de gånger då Jocke tar ett glömskepiller. I serier där Stål-Kalle får en ny uppfinning av Jocke brukar det vapnet användas antingen väldigt mycket i serien eller som en sista räddning på slutet.
Vi har mött en del av hans släktingar i serien – hans brorson Newton, farfar Oppfinnar-Knutte och pappa Oppfinnar-Pålle är de mest kända. De figurerna, liksom Jockes särskilda tänkarmössa, skorstenen med tre fåglar i, har förekommit i andra serier än Barks.
Oppfinnar-Jocke har också en egen svensk tidning, Oppfinnar-Jockes kluriga magasin.
Han har en direkt motsats som heter Emil Örn. Den elake "oppfinnaren", 
Enligt Don Rosas ankkronologi är Jocke född 1922.